# Крюндель, Август Францевич
Август Францевич Крюндель (род. в 1897 в селе Терпилинцы в Санкт-Петербургской губернии — умер 25 мая 1967 года в Таллине) — государственный деятель Эстонской ССР.

## Биография
В 1915—1918 годы служил в русской армии, затем в Красной армии, с 1918 принадлежал к РКП(б), в 1923—1929 годах работал в областном комитете профсоюза металлистов в Санкт-Петербурге/Ленинграде. Позже был руководителем технического отдела и секретарем партийного комитета ВКП(б) Московского автозавода им. Сталина, в 1941—1945 гг. работал на заводе в Ульяновске, с сентября 1945 по 1 февраля 1950 был 2-м секретарем горкома КПЭ Таллина, а с 5 марта 1947 года по 14 января 1953 года — председатель Верховного Совета Эстонской ССР.
С 1 февраля 1950 по сентябрь 1951 был 1-м секретарем горкома КП(б)Э в Таллинне, с 14 апреля 1951 года по 16 сентября 1952 — заместителем члена Бюро ЦК КП(б)Э, с 3 сентября 1951 г. по 14 января 1953 года — министром социального обеспечения Эстонской ССР, а с 14 февраля 1953 по 8 июня 1961 года — секретарем Президиума Верховного Совета Эстонской ССР, затем вышел на пенсию.
Получил орден Ленина и орден Отечественной войны 1-го класса.